# الجيش الأول (فيرماخت)
الجيش الأول (بالألمانية: Armeeoberkommando 1) جيش ميداني ألماني شارك في الحرب العالمية الثانية.

## الحرب العالمية الثانية
تكون الجيش الأول في 26 أغسطس 1939 تحت قيادة الجنرال إرفين فون فيتزليبين ، وكانت مهمته الأساسية هي تأمين الدفاعات الغربية الألمانية ضد قوات الحلفاء بطول خط ماجينو ، مما جعله الخصم الأساسي للقوات الفرنسية خلال هجوم السار . خلال معركة فرنسا، الجيش شارك في النهائي خرق خط دفاعات. بعد استسلام فرنسا ظل الجيش حتى منتصف عام 1944 يحمي الساحل الأطلسي الفرنسي من أي إنزال بحري محتمل. بعد غزو نورماندي عام 1944 اعيد تنظيم الجيش في لورين بعد بعد انسحاب متسرع مع بقية القوات الألمانية في فرنسا في أغسطس 1944. خلال المعارك على طول الجبهة الألمانية ، حاول الجيش الأول منع الجيش الأمريكي الثالث من عبور نهر موسيل والسطرة على ميتز كما حاول أيضا أن الحفاظ على شمال جبال فويس ضد الجيش الأمريكي السابع .
في نوفمبر 1944 ، تم اختراق كلا خطي الدفاع الألمانيين وتراجع الجيش الأول إلى الحدود الألمانية ودافع عن سارلاند التي تعد منطقة صناعية هامة في ألمانيا . مع التحاق الجيش الثالث الأمريكي الشمال ضد الهجود الألماني على الأردين ، هاجم الجيش الأول الجيش السابع الأمريكي في رأس سنة 1945 في عملية نوردويند ، مما تسبب في تراجع الأميركيين وإلحاق خسائر كبيرة بهم حيث امتدت خطوط الجيش السابع الأمريكي الدفاعية على طول الجبهة التي كانوا يغطونها . مع فشل نوردويند في أواخريناير تم صد الجيش الأول حتى خط سيغفريد أولاً ثم أجبر على التراجع عبر نهر الراين حين اخترق الحلفاء التحصينات الألمانية . بعد ذلك قام الجيش الأول بانسحاب منظم إلى نهر الدانوب قبل الاستسلام بالقرب من الألب في 6 مايو عام 1945.

## القادة
- الكولونيل العام إرفين فون فيتزليبين (26 أغسطس 1939 - 23 أكتوبر 1940)
- الكولونيل العام يوهانس بلاسكوفيتز (24 أكتوبر 1940 - 2 مايو 1944)
- جنرال البانزر يواخيم ليميلسين (2 مايو 1944 - 3 يونيو 1944)
- جنرال المشاة كورت فون دير شيفلري (3 يونيو 1944 - 5 سبتمبر 1944)
- جنرال البانزر أوتو فون كنوبيلسدورف (6 سبتمبر 1944 - 29 نوفمبر 1944)
- جنرال المشاة هانز فون أوبستفيلدر (30 نوفمبر 1944 - 2 فبراير 1945)
- جنرال المشاة هيرمان فويرتش (28 فبراير 1945 -4 مايو 1945)
- جنرال الفرسان رودلف كوخ-إيرباخ (4 مايو 1945 - 8 مايو 1945)

## وصلات خارجية
- Findbuch zum Bestand RH 20-1: 1. Armee (AOK 1)
- "نسخة مؤرشفة" (PDF) (بالإنجليزية). Archived from the original (PDF; 144 kB) on 2016-03-04. Retrieved 2016-09-23. {{استشهاد ويب}}: الوسيط |access-date= and |تاريخ الوصول= تكرر أكثر من مرة (help) and الوسيط |title= and |عنوان= تكرر أكثر من مرة (help)